# Adelperga da Lombardia
Adalberga da Lombardia (século VIII) é uma nobre italiana, cunhada de Carlos Magno e filha de Desidério e Ansia · .
O seu pai arranja um casamento estratégico com Arequis II de Benevento, a fim de consolidar o seu poder na Itália. O próprio Desidério proclama-o Duque de Benevento em 758. O seu preceptor foi o historiador Paulo, o Diácono, este último foi empurrado pela princesa para o género historiográfico porque ela já havia composto um poema sobre as eras do mundo - um Carmen nas sete eras do mundo (No principio saeculorum) escrito apenas para o casamento de Adelperga com Aregis II - e uma história romana.
Após a queda do reino dos Lombardos sob Carlos Magno, o resto da sua família foge e é banida em mosteiros. O marido de Adalberga resiste até 787, quando ele fez a paz, mas recusa-se a um tratado que lhe faria dispor de terras, com o apoio de Adalberga e dos Bizantinos.
De volta do exílio, o seu filho, Grimoaldo III de Benevento, tomou o lado de Carlos Magno, e derrotaram os Bizantinos .